# حصار ضدخرگوش (فیلم)
حصار ضدخرگوش (انگلیسی: Rabbit-Proof Fence) فیلمی استرالیایی در سبک درام به کارگردانی فیلیپ نویس است که در سال ۲۰۰۲ منتشر شد. از بازیگران آن می‌توان به کنت برانا و جیسون کلارک اشاره کرد. این فیلم کمابیش بر اساس داستانی واقعی دربارهٔ مادر مؤلف اثر و همچنین دو دختر بومی دورگه دیگر است که از مور ریور نیتیو ستلمنت، شمال پرت و استرالیای باختری می‌گریزند تا پس از سال ۱۹۳۱ که به آنجا برده شده‌اند، به خانواده‌های بومیشان بازگردند.
در سال ۲۰۰۵ مؤسسه فیلم بریتانیا آن را در لیست ۵۰ فیلمی که باید تا سن ۱۴ سالگی ببینید قرار داد.

## داستان
در استرالیای غربی سال ۱۹۳۱.دولتی سیاستی مبنی بر گرفتن کودکان دورگه از مادرهایشان و فرستادن آنها به صدها مایل دورتر برای بردگی را به اجرا گذاشته است."مالی"،"دیزی" و "گریس" دو خواهر و یک دخترعمو،تحت رهبری "مالی" به سرعت اقدام به فرار می‌کنند و ...